# Strohuls

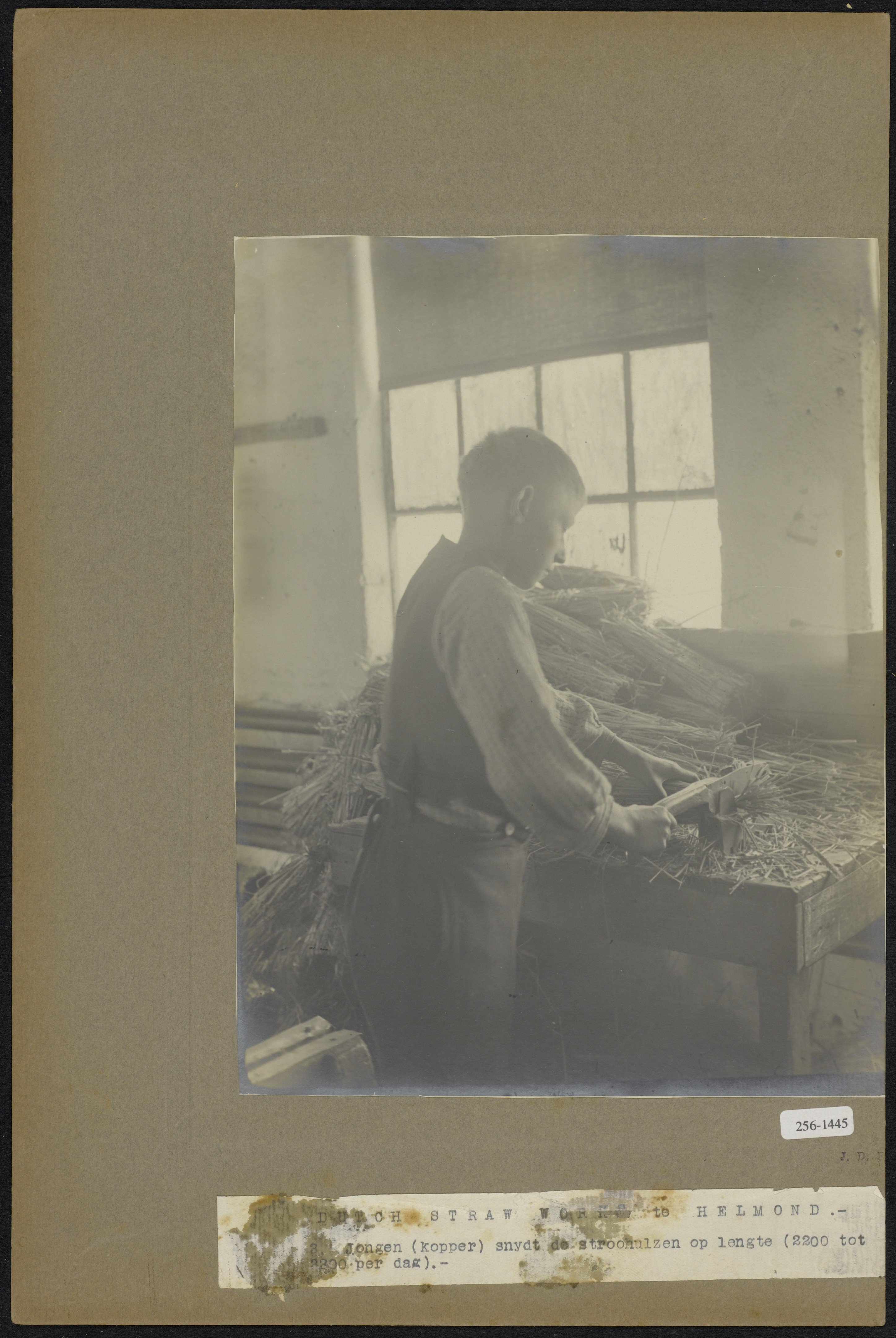
Een jonge arbeider bij het zogenoemde koppen (handmatig op lengte snijden) van de strohuls, Dutch Straw Works Helmond, circa 1918 (Nationaal Archief)

Een strohuls diende voor het omhullen en beschermen van breekbare waren, met name glaswerk als flessen en mandflessen. Chemicaliën zoals zoutzuur werden vervoerd in mandflessen. Tussen de mand en de fles was dan een voering van stro aangebracht die bescherming bood tegen breken. Ook wijnhandelaren en brouwerijen waren afnemers van strohulzen. Duurdere wijnen en champagnes worden nog wel in strohulzen verpakt.

## Verspreiding
Al vanaf de zestiende eeuw werd in het nabije buitenland in streken met roggeverbouw in de wintermaanden stro verwerkt tot hulzen. De vervaardiging van strohulzen bleef lang een buitenlandse aangelegenheid, mogelijk omdat daar het gebruik van flessen en de inhoud ervan relatief groter was dan in de Lage Landen. Nederland importeerde strohulzen, die rond 1875 eenvoudig gemechaniseerd gefabriceerd werden. In Nederland richtten rond 1880 armbesturen (o.a. te Strijen en Amsterdam, later ook te Meppel) werkplaatsen op waar handmatig strohulzen werden vervaardigd, om de armlastigen aan het werk te zetten. In 1882 richtte J. Flament jr. te Amsterdam de Eerste Nederlandsche Machinale Stroohulzen-Fabriek op. Vervolgens ging het snel: Groningen, Groenlo. Al gauw concentreerde de  nijverheid zich in het zuiden van Nederland, in Brabant en Noord-Limburg. Zo waren er bedrijven in het oosten van Noord-Brabant in Helmond, Leende, Asten, Deurne, Geldrop, Boxtel, Eindhoven, Stratum (Eindhoven), Someren, Vught en Uden. In West-Brabant waren strohulzenfabrieken in Vrijhoeve-Capelle, Leur (Noord-Brabant), Oudenbosch en Oosterhout (Noord-Brabant). Een belangrijk bedrijf was de sinds 1885 bestaande  Nederlandsche Stoomstroohulzenfabriek H van Berckel, in 1893 voortgezet door J.B.C. Caron, in Eindhoven. In 1912 telde Nederland 24 strohulzenfabrieken met 1160 arbeid(st)ers die in totaal meer dan 170 miljoen strohulzen vervaardigden. 89% van de werkgelegenheid was in Noord-Brabant.

## Doorwerking
De strohulzenfabricage is in de naoorlogse periode in Nederland verdwenen. Enkele bedrijven maakten een min of meer succesvolle overstap naar een meestal aanverwant product zoals bouwplaten: Nefa te Boxtel en Stramit te Someren. Verder lag de bedrijfstak aan de basis van twee bedrijven die zich in andere richting ontwikkelden:
- Van Gansewinkel begon met het vervoer van strohulzen naar de Heineken brouwerij. Het transportbedrijf groeide uit tot een internationaal opererend afvalverwerkend concern,
- Dico, een beddenfabrikant die vroeger in Uden gevestigd was, was oorspronkelijk een strohulzen- en machinefabriek.

De naam van het product leeft voort in straatnamen te Asten, Boxtel en Uden en in de naam van een nieuwbouwwijk in Heeze